# Durchgangsstrasse IV

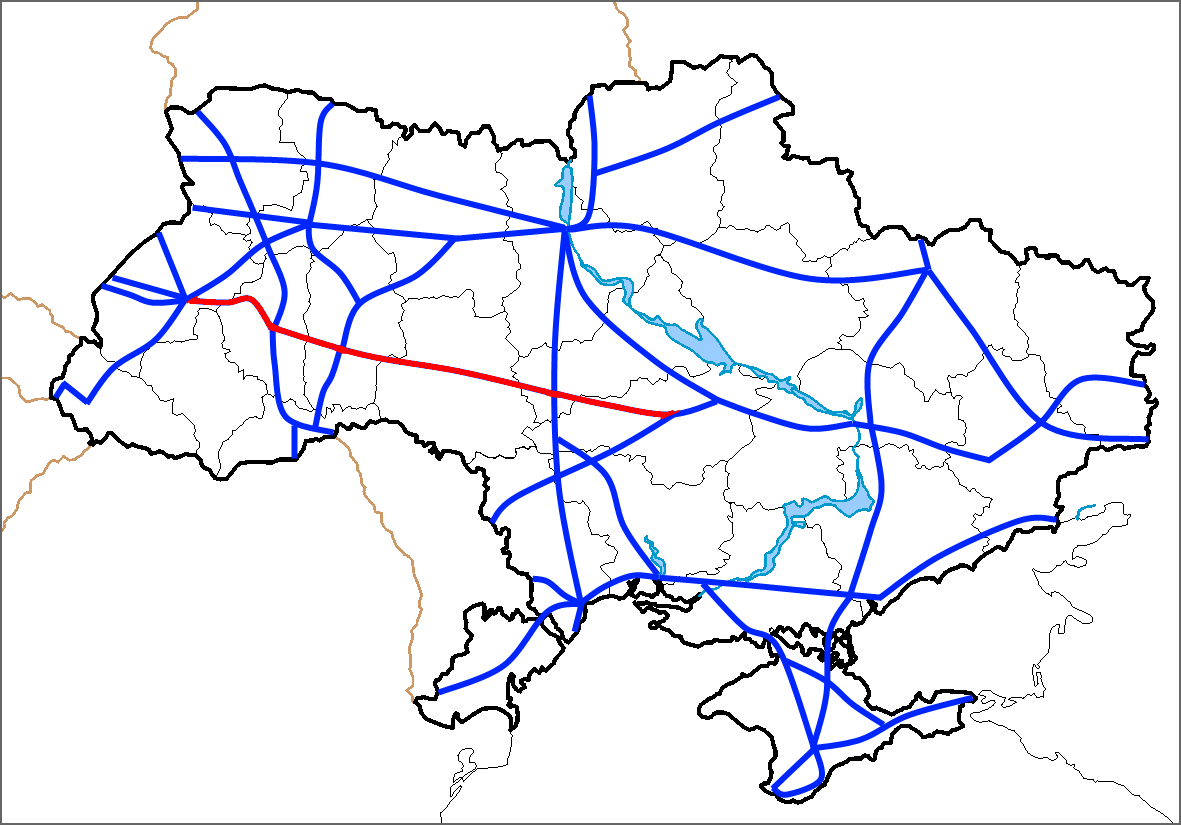
Mappa della moderna autostrada M12 che segue in gran parte il percorso della Durchgangsstrasse IV

La Durchgangsstrasse IV (abbreviato in DG IV) fu una strada costruita dalla Germania nazista nell'Ucraina occupata durante la seconda guerra mondiale. Fu una strada militare strategica per rifornire il settore meridionale del fronte orientale.
I lavori di costruzione su larga scala iniziarono all'inizio del 1942 per sostenere l'avanzata tedesca verso Stalingrado. Lunga oltre 2000 chilometri da Leopoli est a Stalino (oggi Donetsk), la costruzione fu affidata all'Organizzazione Todt e subappaltata a diverse imprese edili private. Fu costruita sfruttando i lavori forzati, cioè con l'opera dei prigionieri di guerra sovietici, dei civili locali e degli ebrei, i quali furono reperiti dalle SS e sorvegliati dai battaglioni Schutzmannschaft. Fu uno dei più grandi progetti di lavoro forzato intrapresi dai nazisti che coinvolse il lavoro ebraico, segnando la transizione dello sfruttamento degli ebrei come lavoratori forzati alla pratica dello sterminio tramite il lavoro.

## La costruzione
Nel dicembre 1941, Heinrich Himmler ispezionò il settore meridionale del fronte orientale e sperimentò in prima persona le cattive condizioni stradali. Fu costretto ad annullare un incontro con Eberhard von Mackensen, comandante del III Corpo d'Armata poiché le condizioni stradali rendevano troppo difficile raggiungere la posizione dell'unità e per questo Himmler stesso decise che il miglioramento della strada era una priorità assoluta.
La pianificazione della strada iniziò nell'autunno del 1941. Più che una nuova strada fu un ampliamento e un ammodernamento di una strada russa della fine del XVIII secolo costruita da Caterina la Grande. La strada prevista si estendeva per circa 2175 km da Leopoli nel distretto della Galizia del Governatorato Generale via Ternopil, Letychiv, Vinnytsia, Haisyn, Uman, Kirovograd (oggi Kropyvnytskyi), Kryvyi Rih, Dnipropetrovsk (ora Dnipro), Stalino (oggi Donetsk) e Taganrog fino a Rostov-on-Don in Russia. La strada aveva due diramazioni: la DG IVb da Lviv via Brody, Dubno fino a Rivne e la DG IVc da Kirovograd via Oleksandriia, Kremenchuk a Poltava. A Vinnytsia, la strada si sarebbe poi intersecata con la proposta Durchgangsstrasse V che si sarebbe collegata a Werwolf, quartier generale del Führer, e sarebbe andata verso sud fino a Zhytomyr.
Ci furono ulteriori piani per estendere la strada nel Caucaso mentre la Wehrmacht avanzava ulteriormente in Russia. I piani iniziali prevedevano la strada più a sud, ma il progetto fu modificato per evitare il Governatorato della Transnistria controllato dagli alleati rumeni. Quando il progetto fu discusso con Adolf Hitler, il Führer ha insistito sul fatto che la strada fosse antiquata e che la pavimentazione sarebbe durata solo due o tre anni. Altri progetti intrapresi sotto gli auspici della DG IV inclusero la riparazione della stazione idroelettrica di Dnepr, la costruzione di un ponte sullo stretto di Kerch e un ponte sul Bug meridionale a Mykolaiv.
Nel distretto della Galizia, le SS e il capo della polizia Fritz Katzmann ordinarono agli ebrei di lavorare su strada nell'ottobre 1941 (alcune foto del DG IV furono incluse nel Rapporto Katzmann del giugno 1943). Gli storici hanno proposto che quando Reinhard Heydrich fece riferimento agli ebrei che lavoravano alla costruzione delle strade durante la Conferenza di Wannsee nel gennaio 1942, si riferisse al progetto della DG IV.
I lavori di costruzione su larga scala iniziarono nel 1942 in preparazione dell'avanzata tedesca verso Stalingrado. L'Organizzazione Todt fu incaricata di costruire la strada fornendo i supervisori tecnici mentre la Legione Speer trasportava i rifornimenti. Diverse società di costruzioni tedesche furono incaricate di costruire diversi tratti di strada. Le SS avevano il compito di fornire i lavoratori e le guardie.
Himmler mise Hans-Adolf Prützmann a capo delle unità delle SS coinvolte nella costruzione. Prützmann organizzò una task force speciale, la Einsatzstab, comandata dall'Oberstleutnant Walter Gieseke. Fu al comando di quattro Oberbauabschnittsleitungen (Direzioni del settore edile) con sede a Vinnytsia, Kirovograd, Kryvyi Rih e Stalino. In totale, circa 5000 tedeschi lavorarono alla realizzazione della strada. Una rete di piccoli campi per i lavoratori forzati venne allestita ogni 15 chilometri. Complessivamente furono documentati circa 50 campi per ebrei, furono sorvegliati da vari battaglioni di polizia ausiliari della Schutzmannschaft ucraina, lituana, lettone e cosacca. I compiti principali dei lavoratori forzati erano di produrre, raccogliere e trasportare materiali (ad es. sabbia, ghiaia), di costruire la strada e di realizzare delle protezioni (es. muri contro i cumuli di neve o fossi per il drenaggio). 
La strada era anche un punto di riferimento per varie strutture di supporto: ospedali da campo, cliniche veterinarie, piscine, officine di riparazione, depositi di forniture, ecc. Nel luglio 1943, una direttiva di Erich von dem Bach-Zelewski trasferì la protezione di tutte le arterie dalle SS alla Wehrmacht. Quando l'Armata Rossa iniziò la sua avanzata tra la fine dell'estate e l'autunno del 1943, le sezioni della strada furono prese di mira e poi catturate dai sovietici. Gli ultimi campi di lavoro furono liquidati nel dicembre 1943. Il personale operativo della DG IV fu sciolto nel gennaio-febbraio 1944.

## I lavori forzati
I tedeschi usarono i prigionieri di guerra sovietici per costruire la strada, i quali furono prelevati dai campi di prigionia e collocati in una rete di campi di transito (Durchgangslager) lungo la strada. Nonostante le società di costruzioni private stipularono un contratto per la costruzione della DG IV, pagando le SS per i lavoratori forzati, e le loro razioni, sia le condizioni di vita che le razioni furono talmente scarse da non poter evitare l'alto tasso di mortalità: un rapporto del marzo 1942 di uno dei campi affermava che su 1052 prigionieri di guerra ai lavori, 183 erano già morti e 174 si erano ammalati.
I prigionieri di guerra fornirono una forza lavoro insufficiente e i tedeschi costrinsero i civili che vivevano entro 50 chilometri, su ambo i lati della strada, a lavorare alla DG IV. Le condizioni dei civili erano migliori in quanto venivano pagati per il loro lavoro e potevano tornare a casa dopo la giornata lavorativa: al contrario dei prigionieri, i civili erano necessari per il lavoro agricolo. Per proteggere la forza lavoro, i civili che vivevano all'interno della zona di 50 km non dovevano essere portati per i lavori forzati nella Germania nazista. I tedeschi usarono anche gli ebrei per costruire la DG IV, ma ce n'erano pochi nelle vicinanze della strada che erano sopravvissuti alle esecuzioni di massa del 1941. Pertanto, i tedeschi cercarono gli ebrei nel Governatorato della Transnistria dove gli ebrei deportati dalla Bucovina e dalla Bessarabia furono ospitati in vari campi. 
Nell'agosto-novembre 1942 e maggio 1943, furono prelevati da vari campi alcuni gruppi di ebrei, incluso il campo di concentramento di Pechera, in Transnistria per lavorare alla DG IV. La razione di cibo era molto scarsa, tanto che molti ebrei morirono di fame e di sfinimento, gli inabili al lavoro furono fucilati. Anche i campi ebraici furono liquidati a causa delle epidemie imminenti o una volta completato il tratto di strada assegnato. Ad esempio, il campo con circa 1250 ebrei rumeni a Lityn fu liquidato nel settembre 1942. Nonostante la carenza di manodopera, varie unità tedesche perseguirono la Soluzione Finale.
Secondo le indagini del dopoguerra del procuratore distrettuale di Lubecca, circa 50000 prigionieri di guerra, 50000 lavoratori civili e 10000 ebrei hanno lavorato nella DG IV nel 1942. Il numero di lavoratori è sceso a 70000 nel 1943. Questa stima è significativamente inferiore a quella numeri forniti da Hans-Adolf Prützmann in una lettera del giugno 1943 a Himmler. Prützmann dichiarò che più di 140000 lavoratori stavano lavorando sulla strada ed erano sorvegliati da circa 12000 uomini della Schutzmannschaft. In un rapporto del giugno 1943, Fritz Katzmann affermò che circa 20000 ebrei "passarono attraverso" i campi costruiti per la DG IV e che 160 chilometri di strada furono completati nel distretto della Galizia. Lo storico tedesco Hermann Kaienburg stimò che circa 25000 ebrei furono uccisi nei campi di lavoro legati al DG IV in 84 sparatorie di massa conosciute quando i campi di lavoro furono liquidati tra la fine del 1943 e l'inizio del 1944.

## Indagini del dopoguerra
Arnold Daghani, un artista ebreo, è riuscito a fuggire da uno dei campi di Mykhailivka vicino a Haysin. Nel 1960 il suo diario fu tradotto e pubblicato in Germania Ovest. La pubblicazione ha spinto l'Ufficio centrale delle amministrazioni statali della giustizia per le indagini sui crimini nazionalsocialisti a indagare sull'ufficiale delle SS Walter Gieseke. Fu interrogato nel 1960 e, dopo che i suoi subordinati fornirono ulteriori informazioni, nel 1968. Entrambe le volte, Gieseke negò la responsabilità e attribuì la colpa al suo superiore, Hans-Adolf Prützmann. Nessuna accusa è stata però intentata contro Gieseke a causa dell'insufficienza di prove. Nel 2006, un filmato di 11 minuti è stato ritrovato in una chiesa battista a Cullompton, nel Devon: mostra dei nazisti di alto rango fuori servizio e un uomo che ispeziona un campo e riceve una colonna di schiavi. Harry Bennett, professore associato alla Plymouth University, ha identificato l'uomo come Gieseke, il che potrebbe dimostrare il suo ruolo nelle atrocità lungo la DG IV.
Nel 1966, dopo un'indagine decennale che ha raccolto 1500 interviste, sono stati portati in tribunale due casi relativi alle atrocità commesse a Ternopil. Nel primo caso furono processati dieci uomini; due (Paul Raebel e Hermann Müller) sono stati condannati all'ergastolo e altri cinque hanno ricevuto la reclusione. Il secondo caso ha coinvolto 15 uomini; Ernst Epple è stato condannato all'ergastolo mentre altri nove uomini hanno ricevuto pene detentive che vanno da 2 anni e mezzo a 5 anni.
Altre cause furono intentate a Lubecca contro Franz Christoffel e Oskar Friese nel 1965, a Brema contro Otto Fach nel 1970 e a Dortmund nel 1971. Tutti questi procedimenti sfociarono in assoluzioni per insufficienza di prove. L'indagine su Walter Mintel, comandante del campo di Mykhailivka, fu archiviata nel 1976.
Jürgen Stroop, che era ispettore della DG IV, fu giustiziato nel 1952 per il suo ruolo nella liquidazione del ghetto di Varsavia.